# Loasa triloba
Loasa triloba är en brännreveväxtart som beskrevs av Joseph Dombey och A. Jussieu. Loasa triloba ingår i släktet Loasa och familjen brännreveväxter. Inga underarter finns listade i Catalogue of Life.